# EKKO

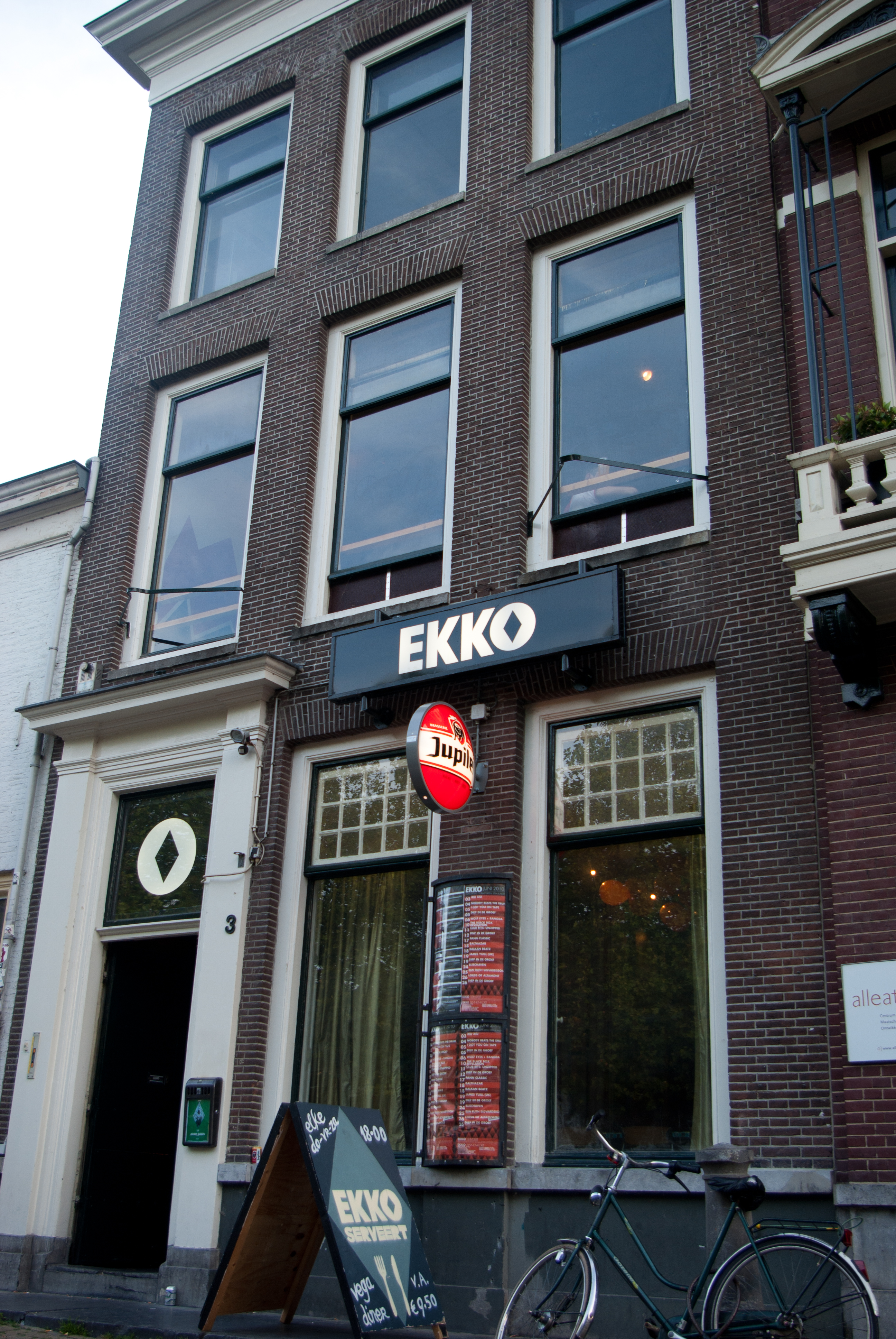
Pand EKKO 2010

EKKO is een poppodium gelegen aan de Bemuurde Weerd Westzijde in de Nederlandse stad Utrecht.
In EKKO spelen veel vernieuwende (inter)nationale bands en dj's. Daarnaast kent EKKO een aantal vaste en wisselende dansavonden, waarbij allerlei stromingen zoals alternatief, hiphop, acid, (minimal-) techno, electro en chiptune hun eigen avonden hebben. Naast een vaste staf, werken er bij EKKO ongeveer 140 vrijwilligers mee in de bedrijfsvoering, zowel bij de bar, het restaurant, als licht- en/of geluidstechnici, stagemanagers en flyeraars.

## Geschiedenis

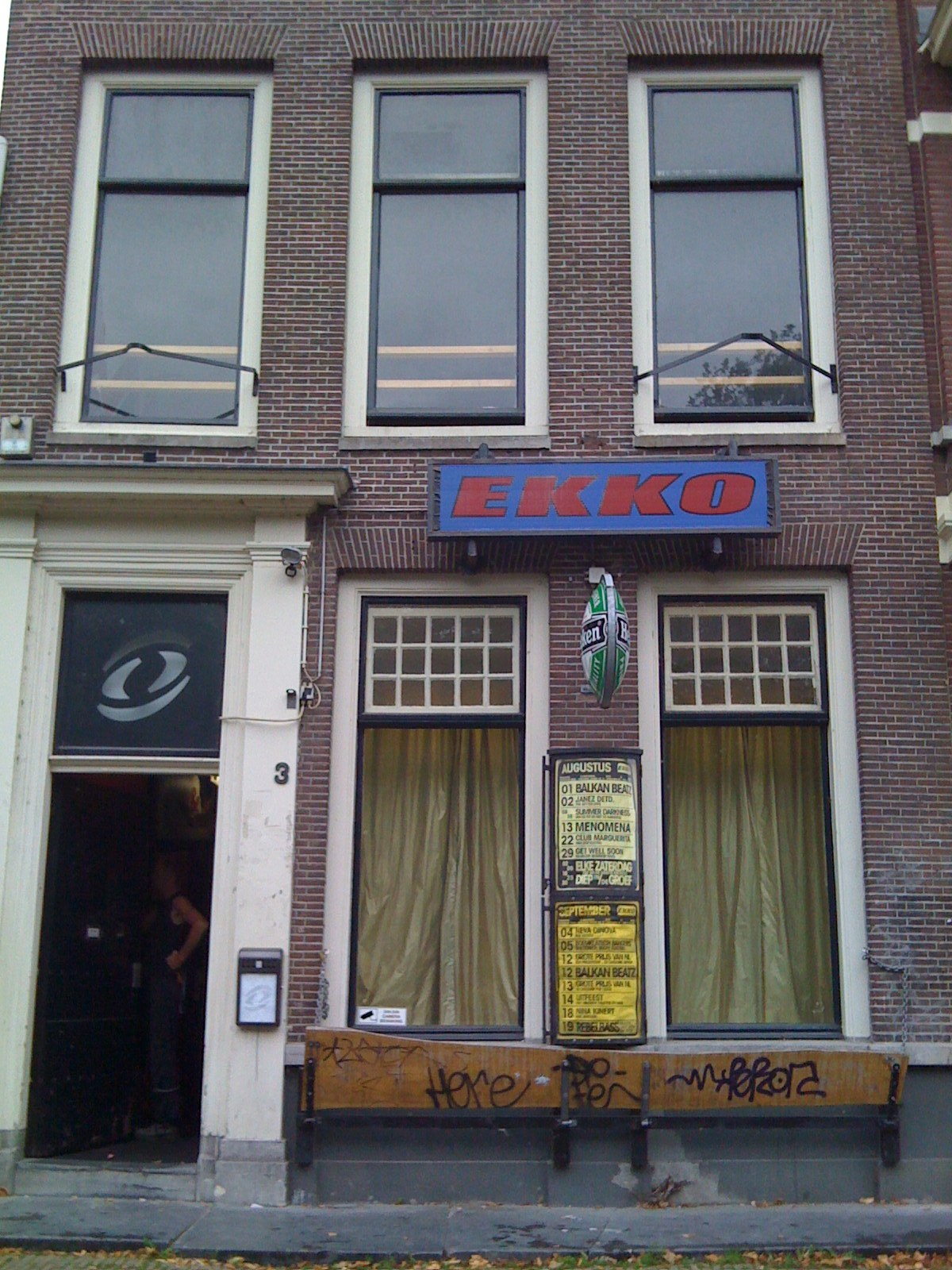
EKKO in 2008

De geschiedenis van EKKO gaat terug tot 1906, toen in Utrecht een plaatselijke afdeling van de gereformeerde studentenvereniging Societas Studiosorum Reformatorum ("S.S.R.") werd opgericht.
Na de Tweede Wereldoorlog kwamen er conflicten binnen de Unie der S.S.R.. Er werden verscheidene discussies gevoerd over de interpretatie van de gereformeerde grondslag. In 1950 leidde dit tot een "Moderamen-verklaring": S.S.R. Utrecht zou op vooroorlogse voet verdergaan en de grondslag zou weer strikt geïnterpreteerd worden. Hoewel dit de identiteit van de vereniging leek te verzekeren, liep in de eerste helft van de jaren 50 het ledental met de helft terug.
In het tijdperk 1968 tot 1973 veranderde er veel in de studentenwereld. In Parijs waren er studentenrevoltes en in Amsterdam werd het Maagdenhuis bezet. Dit had ook zijn impact op het Utrechtse studentenleven, zo kregen C.S. Veritas en S.S.R. Utrecht een koffiebar die ook bezocht mocht worden door niet-leden. In 1968 schafte S.S.R. Utrecht zijn mores en ontgroening af. Het nut van een strikt gereformeerde grondslag werd in twijfel getrokken en uiteindelijk werd deze gewijzigd in een algemeen-christelijke. In 1972 werd een voorstel gedaan om de statuten te wijzigen zodat ook niet-studenten lid konden worden en daarnaast de grondslag te veranderen in Ieder mens is gelijkwaardig en vrij en heeft het recht te leven in een rechtvaardige maatschappij.Ook streefde S.S.R. Utrecht ernaar een open jongerenvereniging te worden en van tijd tot tijd werden bepaalde politieke acties moreel gesteund. Op 17 december 1973 kwam de ministeriële verklaring waarmee de oude S.S.R. Utrecht een niet-christelijke, open jongerenvereniging wordt. Het meer christelijke deel van de leden van de vereniging besluit derhalve de vereniging te verlaten om respectievelijk B.I.T.O.N. en S.S.R.-N.U. op te richten.
De oorspronkelijke Vereniging besloot daarna haar naam veranderen in "Jongerenvereniging SSR", waarbij dus de punten in de afkorting verdwenen. Het pand aan de Bemuurde Weerd W.Z. 3, werd aan de Gemeente Utrecht verkocht en tegelijkertijd werd een huurcontract opgesteld. In de periode 1979-1983 werden daar een vegetarisch restaurant, een kleine alternatieve bioscoop ("filmhuis"), een discotheek, een muziekpodium, theater, en allerlei andere activiteiten zoals cursussen georganiseerd door een grote groep vrijwillige studenten en andere jongeren. De Gemeente Utrecht trad op als sponsor om een aantal sociale activiteiten zoals randgroep jongerenwerk te ondersteunen.
In januari 1986 werd het Jongerencentrum, na een grondige verbouwing het jaar daarvoor, heropend als "Kultuurcentrum EKKO". Het woord Ekko (geïnspireerd op de naam van de toentertijd populaire rockgroep Echo & the Bunnymen) werd gekozen om zijn krachtige resonantie en de mogelijkheid tot velerlei interpretatie. Eenzelfde gamma aan activiteiten (muziekpodium, disco, theaterbar, vegetarisch restaurant, filmhuis, cursussen) werd aan het Utrechtse publiek voorgesteld met een gehele nieuwe organisatiestructuur, gerund door circa 110 vrijwilligers.
In de loop van de jaren 90 en 00 ontwikkelde Kultuurcentrum Ekko zich tot Poppodium Ekko, waarbij het accent van haar activiteiten zich steeds meer verplaatste naar de muziekcultuur en haar veelzijdige facetten.

## Inrichting

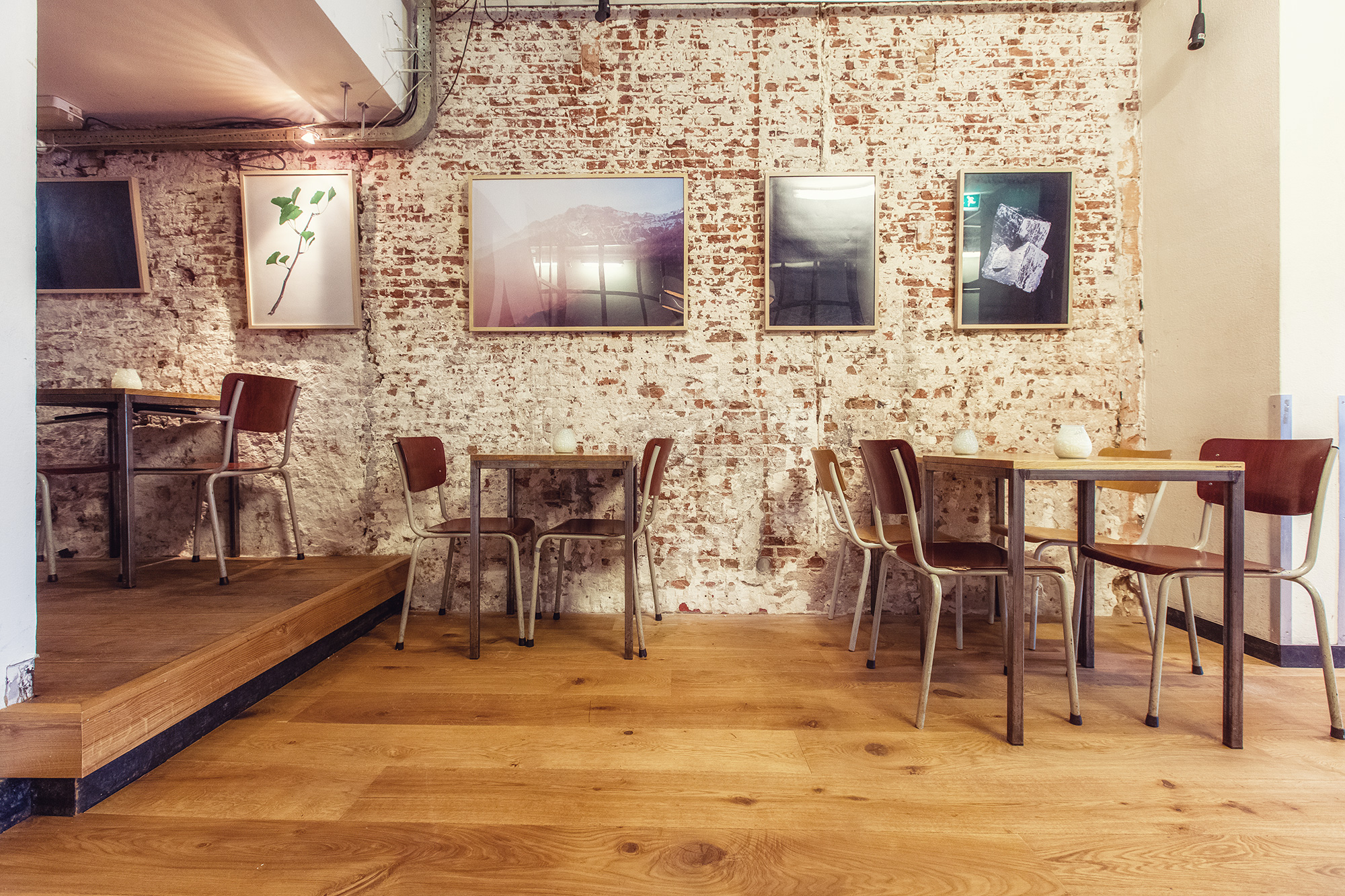
Eetcafé EKKO 2014 door Juri Hiensch

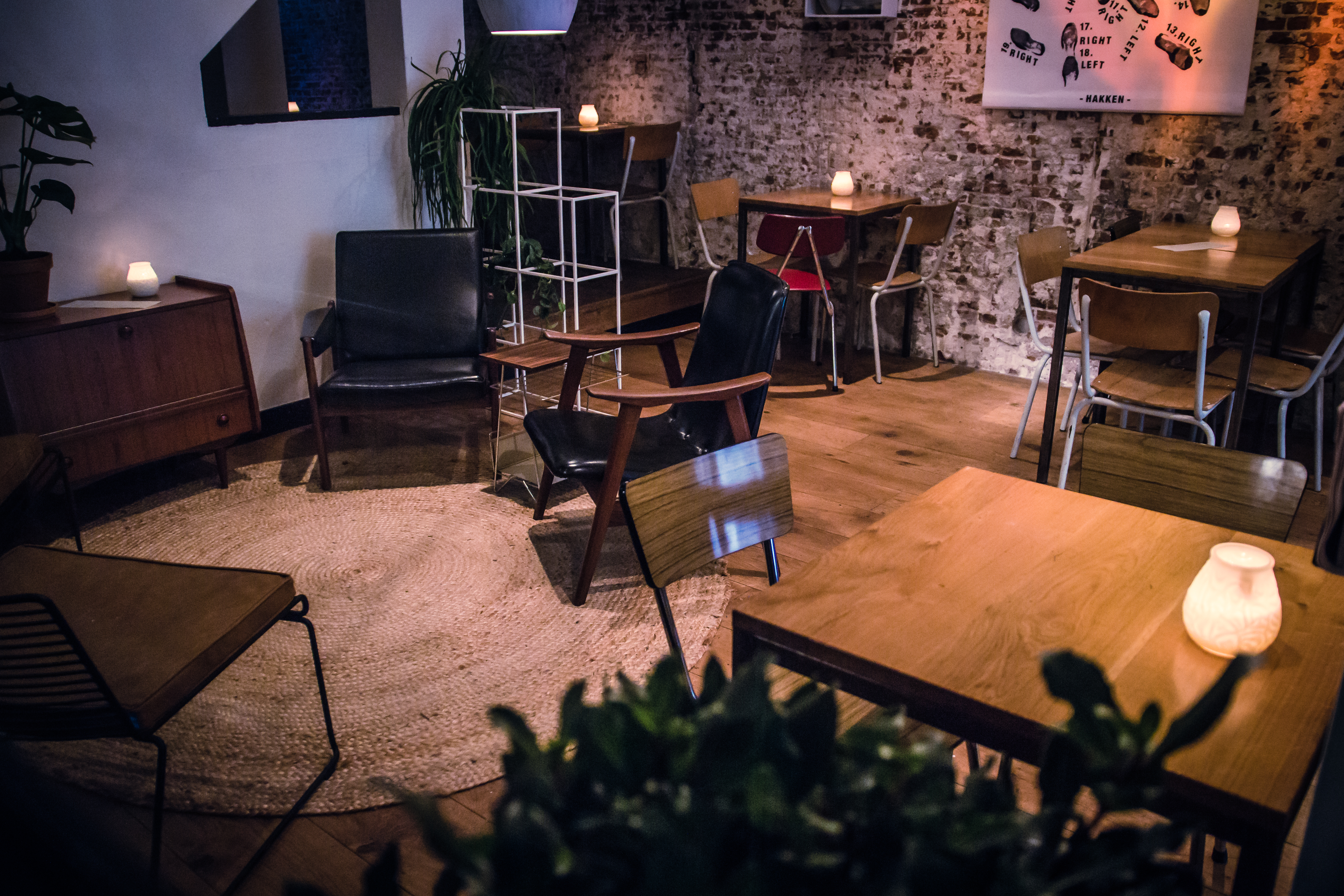
Eetcafé EKKO 2015 door Sophia Twigt & Juri Hiensch

EKKO heeft een concertzaal geschikt voor 300 bezoekers en een cafégedeelte dat van woensdag t/m zondag geopend is. De concertzaal van EKKO is in 1999 drastisch verbouwd. Naast een nieuwe geluidsisolatie is toen ook de indeling van het podium, de dansvloer, en de locatie voor dj's aangepast. Gezien vanuit de oude situatie is alleen de lichttechnicus op dezelfde plek blijven zitten. Door het gebruik van trappen in de zaal is deze geschikt voor concerten en is er ook de mogelijkheid om achter in de zaal een goed zicht te hebben op het podium. Tot de zomer van 2006 had EKKO ook een eigen filmhuis, maar dit is wegens teruglopende belangstelling opgeheven. Sinds 2008 kent EKKO ook een grote rokersruimte en een expositieruimte in het café. In 2012 heeft het café een ernstige verbouwing ondergaan, waarbij de bar is vernieuwd, het geluidssysteem is verbeterd en de voor EKKO zo kenmerkende hoekbank verdween.